# لورین هاچینسون
لورین هاچینسون (انگلیسی: Lauryn Hutchinson؛ زادهٔ ۱۲ ژوئن ۱۹۹۱) بازیکن فوتبال اهل ترینیداد و توباگو است.
وی همچنین در تیم ملی فوتبال Trinidad and Tobago بازی کرده‌است.